# Любень (гмина)
Гмина Любень (пол. Gmina Lubień)  —  сельская гмина (волость) в Польше, входит как административная единица в Мысленицкий повет,  Малопольское воеводство. Население — 9200 человек (на 2004 год).

## Демография
Данные по переписи 2004 года:
| Перепись                         | Всего   | Всего | Женщины | Женщины | Мужчины | Мужчины |
| -------------------------------- | ------- | ----- | ------- | ------- | ------- | ------- |
| Единицы                          | человек | %     | человек | %       | человек | %       |
| Население                        | 9200    | 100   | 4615    | 50,2    | 4585    | 49,8    |
| Плотность населения (чел./кв.км) | 122,7   | 122,7 | 61,5    | 61,5    | 61,1    | 61,1    |

## Поселения
1. Кшечув
2. Любень
3. Тенчин
4. Скомельна-Бяла

## Соседние гмины
1. Гмина Йорданув
2. Гмина Мшана-Дольна
3. Гмина Пцим
4. Гмина Рабка-Здруй
5. Гмина Токарня